# Clive Staples Lewis
Clive Staples Lewis, conegut normalment per C. S. Lewis (Belfast, 29 de novembre de 1898 – 22 de novembre de 1963), va ser crític, acadèmic i novel·lista. Fou autor d'obres de literatura medieval, d'apologètica cristiana i de fantasia. Lògic, sensible, solitari, individualista, desobedient i pessimista, va ser un home que va saber combinar un pensament rigorós, analític i lògic amb un estil literari vigorós i creatiu. La seva anomenada actual rau en l'èxit dels set llibres de Les cròniques de Nàrnia.

## Biografia
El seu pare era el fiscal i notari Albert James Lewis (1863-1929), el pare del qual va haver de marxar de Gal·les per anar viure a Irlanda, on començà sent obrer i acabà com a soci d'una important firma d'enginyeria i armador de vaixells. Sa mare, Flora Augusta Hamilton (1862-1908), que feia gala d'una ment crítica i irònica, era la filla d'un pastor protestant irlandès. Lewis tenia un germà gran: Warren H. Lewis (Warnie).
Als quatre anys, un cotxe va atropellar el seu gos Jacksie; llavors, Lewis va decidir que d'aleshores ençà el seu nom passava a ser 'Jacksie'. Al principi no responia a cap altre nom. Més tard, acceptava que l'anomenessin 'Jacks', el qual va passar a 'Jack', que és com el van anomenar amics i família la resta de la seva vida.
Quan Clive només tenia nou anys, la seva mare va posar-se malalta de càncer i morí. Aquesta mort marcà la seva vida. No sols el deixà orfe sinó que a més el separà del seu pare, que sota la pressió de la malaltia de la seva esposa s'havia convertit en un home intractable amb temperament imprevisible.
Sent molt jove, ja havia començat a escriure narracions fantàstiques que passaven en un món on els personatges eren animals. A més a més, va escriure altres novel·les.
El 1956 es va casar amb l'escriptora americana Joy Gresham, la qual va morir d'un càncer de medul·la quatre anys després, als quaranta-cinc anys.
Va ser amic i col·lega de J. R. R. Tolkien, l'autor d'El senyor dels anells. Tots dos eren personalitats importants a la facultat d'anglès de la Universitat d'Oxford i formaven part del grup literari informal conegut com als Inklings.
Lewis va morir el 22 novembre 1963 d'una insuficiència renal. La cobertura mediàtica de la seva mort va ser mínima, ja que va morir el mateix dia que va ser assassinat el president estatunidenc John F. Kennedy.

## Obres
Algunes de les seves obres són:
- Més enllà del planeta silenciós (1938)
- L'estratègia del dimoni (1942)
- Perelandra (1943)
- El gran divorci (1945)
- Aquesta força maligna (1946)
- L'experiència de llegir
- Mentre no tinguem rostre (1956)
- Cartes per a en Malcolm (1963)
- El problema del dolor (1940)
- L'abolició de l'home (1943)
- Pur cristianisme (1952)
- Les cròniques de Nàrnia (1950-1956)
- Els quatre amors (1960)
- Una pena observada (1961)
- Sorprès per l'alegria (autobiografia)
- Miracles (C. S. Lewis)

## Llegat

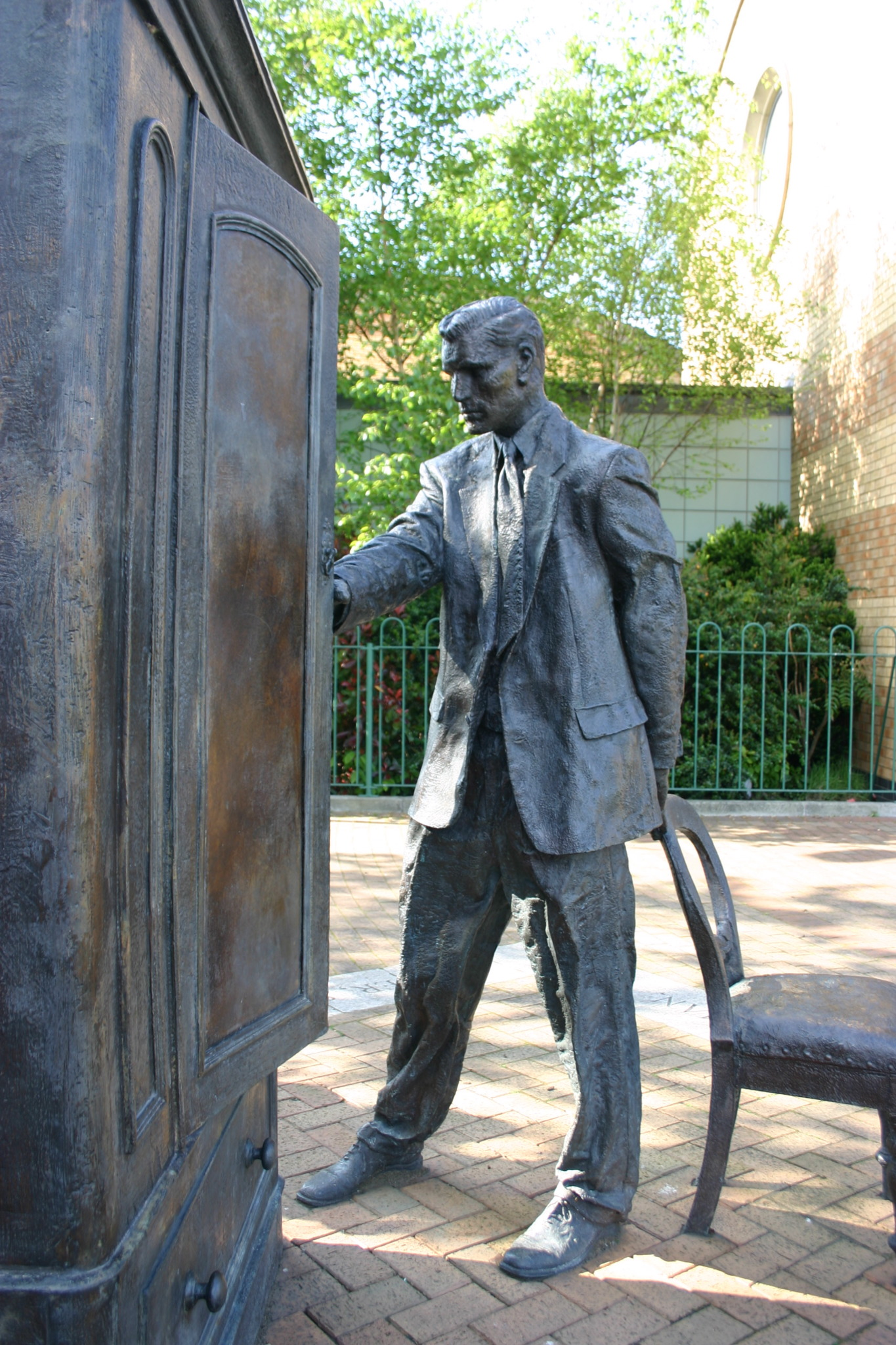
L'estàtua de Ross Wilson del professor Kirke (Digory) davant de l'armari de The Lion, the Witch and the Wardrobe a East Belfast

Lewis continua atraient un ampli lector. El 2008, The Times el va classificar onzè a la seva llista dels 50 escriptors britànics més grans des de 1945. Els lectors de la seva ficció sovint no són conscients del que Lewis considerava els temes cristians de les seves obres. La seva apologètica cristiana és llegida i citada per membres de moltes denominacions cristianes. El 2013, en el 50è aniversari de la seva mort, Lewis es va unir a alguns dels més grans escriptors britànics reconeguts a Poets' Corner, a l'Abadia de Westminster. El servei de dedicació, al migdia del 22 de novembre de 2013, va incloure una lectura de The Last Battle de Douglas Gresham, fillastre menor de Lewis. Les flors van ser col·locades per Walter Hooper, síndic i assessor literari de Lewis Estate. L'antic arquebisbe de Canterbury Rowan Williams va pronunciar un discurs. La inscripció de pedra del terra és una cita de Lewis:
| « | Crec en el cristianisme com crec que el Sol ha sortit, no només perquè el veig, sinó perquè amb ell veig tota la resta | » |

Lewis ha estat objecte de diverses biografies, algunes de les quals van ser escrites per amics propers, com Roger Lancelyn Green i George Sayer. El 1985, el guió Shadowlands de William Nicholson va dramatitzar la vida i la relació de Lewis amb Joy Davidman Gresham. Es va emetre a la televisió britànica protagonitzada per Joss Ackland i Claire Bloom. També es va posar en escena com una obra de teatre protagonitzada per Nigel Hawthorne el 1989 i es va convertir en el llargmetratge Shadowlands de 1993 protagonitzat per Anthony Hopkins i Debra Winger.
Molts llibres s'han inspirat en Lewis, inclòs A Severe Mercy del seu corresponsal i amic Sheldon Vanauken. Les Cròniques de Nàrnia han estat especialment influents. La literatura infantil moderna ha estat més o menys influenciada per les sèries de Lewis, com A Series of Unfortunate Events de Daniel Handler, Artemis Fowl d’Eoin Colfer, His Dark Materials de Philip Pullman i Harry Potter de JK Rowling. Pullman és ateu i se sap que és molt crític amb l'obra de CS Lewis, acusant Lewis d'incloure propaganda religiosa, misogínia, racisme i sadisme emocional als seus llibres. Tanmateix, també ha elogiat modestament Les Cròniques de Nàrnia per ser una obra de literatura més seriosa en comparació amb el trivial de Tolkien El Senyor dels Anells. Autors de literatura fantàstica per a adults com Tim Powers també han testimoniat que s'han vist influenciats per l'obra de Lewis.
La major part de l'obra pòstuma de Lewis ha estat editada pel seu executor literari Walter Hooper. Kathryn Lindskoog, una erudita independent de Lewis, va argumentar que la beca de Hooper no és fiable i que ha fet declaracions falses i ha atribuït obres falses a Lewis. El fillastre de Lewis, Douglas Gresham, nega les afirmacions de falsificació, dient que «la controvèrsia va ser dissenyada per raons molt personals... Les seves teories fantàstiques han estat força desacreditades». 
Una estàtua de bronze del personatge de Lewis, Digory, de The Magician's Nephew, es troba als Holywood Arches de Belfast, davant de la Holywood Road Library.
Existeixen diverses societats CS Lewis arreu del món, inclosa una que es va fundar a Oxford el 1982. La CS Lewis Society de la Universitat d'Oxford es reuneix a Pusey House durant el trimestre per discutir articles sobre la vida i les obres de Lewis i els altres Inklings, i en general apreciar tot allò que és Lewisian.
S'han fet adaptacions cinematogràfiques en directe de tres de les Cròniques de Narnia: El lleó, la bruixa i l'armari (2005), Prince Caspian (2008) i The Voyage of the Dawn Treader (2010).
Lewis apareix com a personatge principal de la sèrie The Chronicles of the Imaginarium Geographica de James A. Owen. És un dels dos personatges de l'obra de 2009 Freud's Last Session de Mark St. Germain, que imagina una trobada entre Lewis, de 40 anys, i Sigmund Freud, de 83, a casa de Freud a Hampstead, Londres, el 1939, com el segon. La Guerra Mundial està a punt d'esclatar. El 2023, Freud's Last Session es va estrenar com una pel·lícula protagonitzada per Anthony Hopkins com Freud i Matthew Goode com Lewis. La pel·lícula també tenia personatges addicionals, inclosa Anna Freud, interpretada per Liv Lisa Fries.
El 2021, es va estrenar The Most Reluctant Convert, un drama biogràfic sobre la vida i la conversió de Lewis.
La reserva natural CS Lewis, en un terreny propietat de Lewis, es troba darrere de la seva casa, The Kilns. Hi ha accés públic.